# ليلي سانت سير
ليلي سانت سير (بالإنجليزية: Lili St. Cyr)‏ هي عارضة وراقصة تعري وممثلة أمريكية، ولدت في 3 يونيو 1918 في منيابولس في الولايات المتحدة، وتوفيت في 29 يناير 1999 في لوس أنجلوس في الولايات المتحدة.

## وصلات خارجية
- ليلي سانت سير على موقع IMDb (الإنجليزية)
- ليلي سانت سير على موقع ميوزك برينز (الإنجليزية)
- ليلي سانت سير على موقع قاعدة بيانات الفيلم (الإنجليزية)